# Leptataspis barda
Leptataspis barda är en insektsart som beskrevs av Schmidt 1911. Leptataspis barda ingår i släktet Leptataspis och familjen spottstritar. Inga underarter finns listade i Catalogue of Life.